# Шестипілля
Шестипі́лля — село в Україні, в Солонянській селищній територіальній громаді Дніпровського району Дніпропетровської області. Населення станом на 2021 рік — 108 мешканців.

## Географія
Село Шестипілля знаходиться за 2 км від правого берега річки Тритузна, на відстані 2 км розташоване село Тритузне, за 4 км — село Широке. По селу протікає висихний струмок з загатою.

## Населення

### Мова
Розподіл населення за рідною мовою за даними перепису 2001 року:
| Мова                | Відсоток |
| ------------------- | -------- |
| українська          | 90,9 %   |
| російська           | 6,7 %    |
| інші/не визначилися | 2,4 %    |